# مجمع‌الجزایر کراکاتوآ
مجمع‌الجزایر کراکاتوآ (انگلیسی: Krakatoa archipelago) مجمع‌الجزایر غیرمسکونی کوچکی است که شامل چند جزیره آتشفشانی پدیدآمده توسط آتشفشان چینه‌ای کراکاتوآ است و در تنگه سوندا بین جزیره‌های بسیار بزرگ‌تر جاوه و سوماترا قرار دارد. این جزایر در مجموع بخشی از سامانه کمان جزیره‌ای اندونزی به‌شمار می‌روند که بر اثر فرورانش رو به شمال‌شرقی صفحه هند-استرالیا پدید آمده‌اند. این مجمع‌الجزایر به‌عنوان بخشی از سامانه فعال آتشفشانی، به صورت پیوسته در تاریخ مکتوب تغییر شکل یافته‌اند که مهم‌ترین مورد آن طی فوران ۱۸۸۳ آتشفشان کراکاتوآ بوده‌است.
مجمع‌الجزایر کراکاتوآ از نظر تقسیمات سیاسی به‌طور کامل در استان لامپونگ اندونزی قرار دارند و بخشی از پارک ملی اوجونگ کولون را شکل داده‌اند.